# Pontaix
Pontaix est une commune française située dans le département de la Drôme en région Auvergne-Rhône-Alpes.

## Géographie

### Localisation
Pontaix est située à 27 km à l'est de Crest et à 10 km à l'ouest de Die (chef-lieu du canton).
Pontaix occupe un site stratégique, sur un passage resserré de la vallée de la Drôme, qui commande l'accès au Diois.

### Climat
Pour des articles plus généraux, voir Climat d'Auvergne-Rhône-Alpes et Climat de la Drôme.
En 2010, le climat de la commune est de type climat méditerranéen altéré, selon une étude du Centre national de la recherche scientifique s'appuyant sur une série de données couvrant la période 1971-2000. En 2020, Météo-France publie une typologie des climats de la France métropolitaine dans laquelle la commune est exposée à un climat de montagne ou de marges de montagne et est dans la région climatique Alpes du sud, caractérisée par une pluviométrie annuelle de 850 à 1 000 mm, minimale en été.
Pour la période 1971-2000, la température annuelle moyenne est de 12,1 °C, avec une amplitude thermique annuelle de 17,2 °C. Le cumul annuel moyen de précipitations est de 959 mm, avec 8,3 jours de précipitations en janvier et 5,1 jours en juillet. Pour la période 1991-2020, la température moyenne annuelle observée sur la station météorologique de Météo-France la plus proche, « Die », sur la commune de Die à 8 km à vol d'oiseau, est de 11,9 °C et le cumul annuel moyen de précipitations est de 939,1 mm,. Pour l'avenir, les paramètres climatiques de la commune estimés pour 2050 selon différents scénarios d'émission de gaz à effet de serre sont consultables sur un site dédié publié par Météo-France en novembre 2022.

## Urbanisme

### Typologie
Au 1er janvier 2024, Pontaix est catégorisée commune rurale à habitat dispersé, selon la nouvelle grille communale de densité à 7 niveaux définie par l'Insee en 2022.
Elle est située hors unité urbaine. Par ailleurs la commune fait partie de l'aire d'attraction de Die, dont elle est une commune de la couronne,. Cette aire, qui regroupe 27 communes, est catégorisée dans les aires de moins de 50 000 habitants,.

### Occupation des sols
L'occupation des sols de la commune, telle qu'elle ressort de la base de données européenne d’occupation biophysique des sols Corine Land Cover (CLC), est marquée par l'importance des forêts et milieux semi-naturels (78,4 % en 2018), en diminution par rapport à 1990 (79,5 %). La répartition détaillée en 2018 est la suivante : 
forêts (60 %), zones agricoles hétérogènes (17 %), milieux à végétation arbustive et/ou herbacée (11,4 %), espaces ouverts, sans ou avec peu de végétation (7 %), prairies (3 %), cultures permanentes (1,6 %). L'évolution de l’occupation des sols de la commune et de ses infrastructures peut être observée sur les différentes représentations cartographiques du territoire : la carte de Cassini (XVIIIe siècle), la carte d'état-major (1820-1866) et les cartes ou photos aériennes de l'IGN pour la période actuelle (1950 à aujourd'hui).

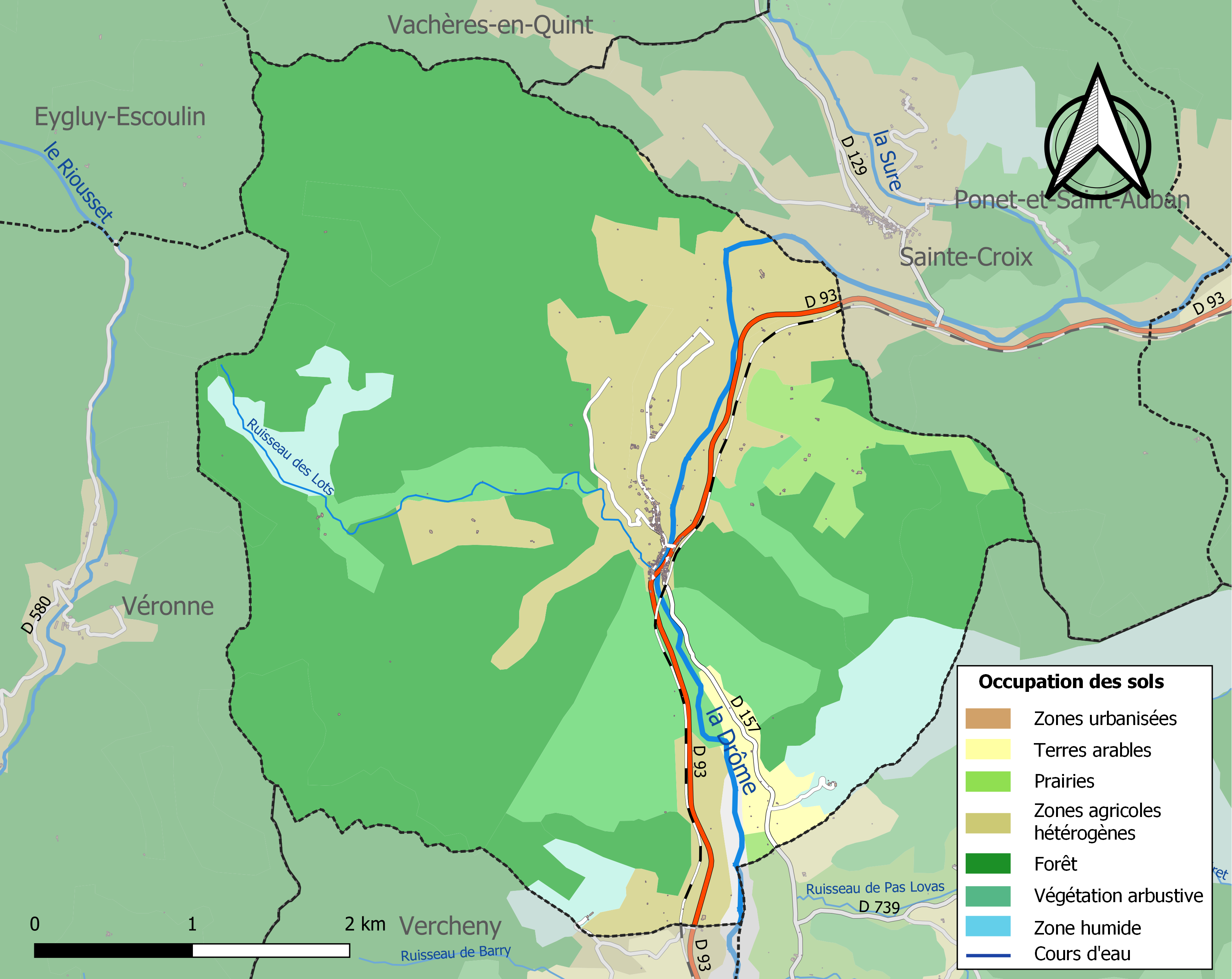
Carte des infrastructures et de l'occupation des sols de la commune en 2018 (CLC).

### Morphologie urbaine

#### Hameaux et lieux-dits
En 1891, le rocher l'Aiglette est attesté.

## Toponymie

### Attestations
Dictionnaire topographique du département de la Drôme :
- 1215 : bastida de Pontays (cartulaire de Die, 60) ;
- 1246 : Pontais (cartulaire de Léoncel, 144) ;
- 1277 : castrum de Pontasio (Duchesne, Comtes de Valentinois, 13) ;
- 1304 : mention de la paroisse : parrochia Sancti Martini de Pontasio (archives de la Drôme, fonds de Sainte-Croix) ;
- 1332 : Pontaisium (Gall. christ., XVI, 130) ;
- 1509 : locus Pontaysii (visites épiscopales) ;
- 1509 : mention de l'église paroissiale Saint-Martin : ecclesia parrochialis Beati Martini Pontaysii' (visites épiscopales) ;
- 1526 : mention de la paroisse : cura Pontaysii (pouillé de Die) ;
- 1562 : Ponteyz et Pontayx (rôles de tailles) ;
- 1891 : Pontaix, commune du canton de Die.

## Histoire

### Antiquité: les Gallo-romains
Quatre sites gallo-romains se trouvent sur la commune, dont une importante villa gallo-romaine viticole au lieu-dit la Condamine, ainsi que des sépultures.
La voie romaine secondaire entre Valence et Die, permettant de rejoindre la Via Agrippa de Vienne à Arles, passait sur le territoire de la commune. Une borne milliaire romaine dédiée aux trois Césars Constance Chlore, Galère et Crispus, de la charnière des IIIème et IVème siècles, a été trouvée sur la commune. Dressée au bord de la voie romaine secondaire, elle indiquait la distance de 8 mille romains depuis le caput viae de DIE. Elle est conservée au musée archéologique de Die et du Diois.

### Du Moyen Âge à la Révolution
Au Moyen Âge, la position stratégique de Pontaix, qui commande l'accès au Diois, explique une partie de l'histoire du village.
La seigneurie : au point de vue féodal, Pontaix faisait partie de la terre et mandement de Quint (voir Les Tours).

Elle fut donnée à François d'Urre, valet de chambre du roi Louis XI.
XVe siècle : présence d'un péage.
XVIe siècle : le calvinisme s'implante. Lors des guerres de religion, les protestants tiennent la place à partir de 1574.
Avant 1790, Pontaix était une communauté de l'élection de Montélimar et de la subdélégation et sénéchaussée de Crest.

Elle formait une paroisse du diocèse de Die dont l'église, dédiée à saint Martin, dépendait premièrement du chapitre de Die et, depuis 1306, de la commanderie de Sainte-Croix dont le titulaire y prenait la dîme et présentait à la cure.

### De la Révolution à nos jours

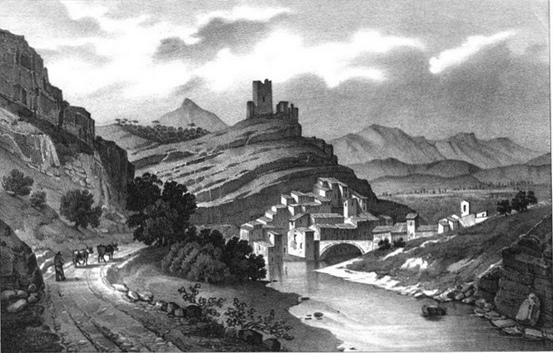
Pontaix au XIXe siècle illustrée par Alexandre Debelle (1805-1897).

En 1790, Pontaix devient le chef-lieu d'un canton du district de Die comprenant les municipalités d'Aurel, Barsac, Espenel, Pontaix, Savel-et-Rimont, Saint-Benoît, Sainte-Croix et Vercheny.

La réorganisation de l'an VIII (1799-1800) en fait une simple commune du canton de Die.

## Politique et administration

### Liste des maires
| Période                                  | Période                        | Identité                                   | Étiquette        | Qualité                           |
| ---------------------------------------- | ------------------------------ | ------------------------------------------ | ---------------- | --------------------------------- |
| Les données manquantes sont à compléter. |                                |                                            |                  |                                   |
| 1871                                     |                                | ?                                          |                  |                                   |
| 1874                                     |                                | ?                                          |                  |                                   |
| 1878                                     |                                | ?                                          |                  |                                   |
| 1884                                     |                                | ?                                          |                  |                                   |
| 1888                                     |                                | ?                                          |                  |                                   |
| 1892                                     |                                | ?                                          |                  |                                   |
| 1896                                     |                                | ?                                          |                  |                                   |
| 1900                                     |                                | ?                                          |                  |                                   |
| 1904                                     |                                | ?                                          |                  |                                   |
| 1908                                     |                                | ?                                          |                  |                                   |
| 1912                                     |                                | ?                                          |                  |                                   |
| 1919                                     |                                | ?                                          |                  |                                   |
| 1925                                     |                                | ?                                          |                  |                                   |
| 1929                                     |                                | ?                                          |                  |                                   |
| 1935                                     |                                | ?                                          |                  |                                   |
| 1945                                     |                                | ?                                          |                  |                                   |
| 1947                                     |                                | ?                                          |                  |                                   |
| 1953                                     |                                | ?                                          |                  |                                   |
| 1959                                     |                                | ?                                          |                  |                                   |
| 1965                                     |                                | ?                                          |                  |                                   |
| 1971                                     |                                | ?                                          |                  |                                   |
| 1977                                     |                                | ?                                          |                  |                                   |
| 1983                                     |                                | ?                                          |                  |                                   |
| ?                                        | ?                              | Michel Granon                              |                  |                                   |
| 1988 (statut ?)                          | 1989                           | René Géranton                              |                  |                                   |
| 1989                                     | 1995                           | René Géranton                              |                  | maire sortant                     |
| 1995                                     | 2008                           | Émile Malicorne                            |                  |                                   |
| 2008                                     | 2014                           | Philippe Géranton                          | (sans étiquette) | agriculteur                       |
| 2014                                     | 2020                           | Philippe Géranton                          |                  | maire sortant                     |
| 2020                                     | En cours (au 19 décembre 2020) | Dominique Vinay (mme)[source insuffisante] |                  | services directs aux particuliers |

## Population et société

### Démographie
L'évolution du nombre d'habitants est connue à travers les recensements de la population effectués dans la commune depuis 1793. Pour les communes de moins de 10 000 habitants, une enquête de recensement portant sur toute la population est réalisée tous les cinq ans, les populations de référence des années intermédiaires étant quant à elles estimées par interpolation ou extrapolation. Pour la commune, le premier recensement exhaustif entrant dans le cadre du nouveau dispositif a été réalisé en 2005.

En 2022, la commune comptait 176 habitants, en évolution de +6,02 % par rapport à 2016 (Drôme : +2,64 %, France hors Mayotte : +2,11 %).
| 1793 | 1800 | 1806 | 1821 | 1831 | 1836 | 1841 | 1846 | 1851 |
| ---- | ---- | ---- | ---- | ---- | ---- | ---- | ---- | ---- |
| 499  | 478  | 482  | 469  | 490  | 498  | 481  | 458  | 444  |

| 1856 | 1861 | 1866 | 1872 | 1876 | 1881 | 1886 | 1891 | 1896 |
| ---- | ---- | ---- | ---- | ---- | ---- | ---- | ---- | ---- |
| 409  | 402  | 376  | 375  | 379  | 320  | 344  | 291  | 313  |

| 1901 | 1906 | 1911 | 1921 | 1926 | 1931 | 1936 | 1946 | 1954 |
| ---- | ---- | ---- | ---- | ---- | ---- | ---- | ---- | ---- |
| 311  | 326  | 286  | 225  | 225  | 231  | 210  | 202  | 174  |

| 1962 | 1968 | 1975 | 1982 | 1990 | 1999 | 2005 | 2006 | 2010 |
| ---- | ---- | ---- | ---- | ---- | ---- | ---- | ---- | ---- |
| 152  | 163  | 136  | 151  | 151  | 136  | 155  | 163  | 166  |

| 2015 | 2020 | 2022 | - | - | - | - | - | - |
| ---- | ---- | ---- | - | - | - | - | - | - |
| 162  | 178  | 176  | - | - | - | - | - | - |

### Enseignement
La commune relève de l'académie de Grenoble.

### Manifestations culturelles et festivités
- Fête : le troisième dimanche d'août[15].

### Médias
Le territoire de la commune se situe dans l'aire de diffusion de plusieurs médias :
- Presse écrite
  - Le Dauphiné libéré, quotidien régional qui consacre, chaque jour, y compris le dimanche, dans son édition de « La vallée de la Drôme » un ou plusieurs articles à l'actualité du canton et de la commune, ainsi que des informations sur les éventuelles manifestations locales, les travaux routiers, et autres événements divers à caractère local.
  - L'Agriculture Drômoise, journal d'informations agricoles et rurales, couvre l'ensemble du département de la Drôme.
  - Drôme Hebdo (ancien Peuple Libre), hebdomadaire chrétien d'informations.
  - Journal du Diois et de la Drôme.
- Presse audio-visuelle
  - France Bleu est une radio publique diffusée sur son territoire. Son nom a été changé en "Ici" en 2025.

## Économie

### Agriculture
En 1992 : vignes (vins AOC Clairette de Die), ovins.

## Culture locale et patrimoine

### Lieux et monuments
- Ruines du château féodal (XIIe siècle)[15] : donjon pentagonal du XIIIe siècle détruit à la fin du XVIe siècle, situé à l'intérieur d'une double enceinte dominant le village et le passage de la Drôme[réf. nécessaire].
- Ancienne église Saint-Apollinaire de Pontaix : l'ancienne chapelle du château (XIIe) devenue temple réformé au XVIe siècle, abrite des peintures des XVe et XVIIe siècles. Elle est redevenue catholique au XVIIe siècle jusqu'à la Révolution, puis elle a été rendue au protestantisme. On peut y voir des peintures murales médiévales[réf. nécessaire]. Le temple est classé monument historique[21].
- Lavoir de pierre (XVe siècle)[15].
- Vestiges du presbytère (XVe siècle)[15].
- Vieilles maisons (XVIe et XVIIe siècles)[15].
- Temple protestant (XVIe siècle) (IMH)[15].
- Église Saint-Martin de Pontaix (accolée au temple)[15].
- Ruelles voûtées et en escalier[15].

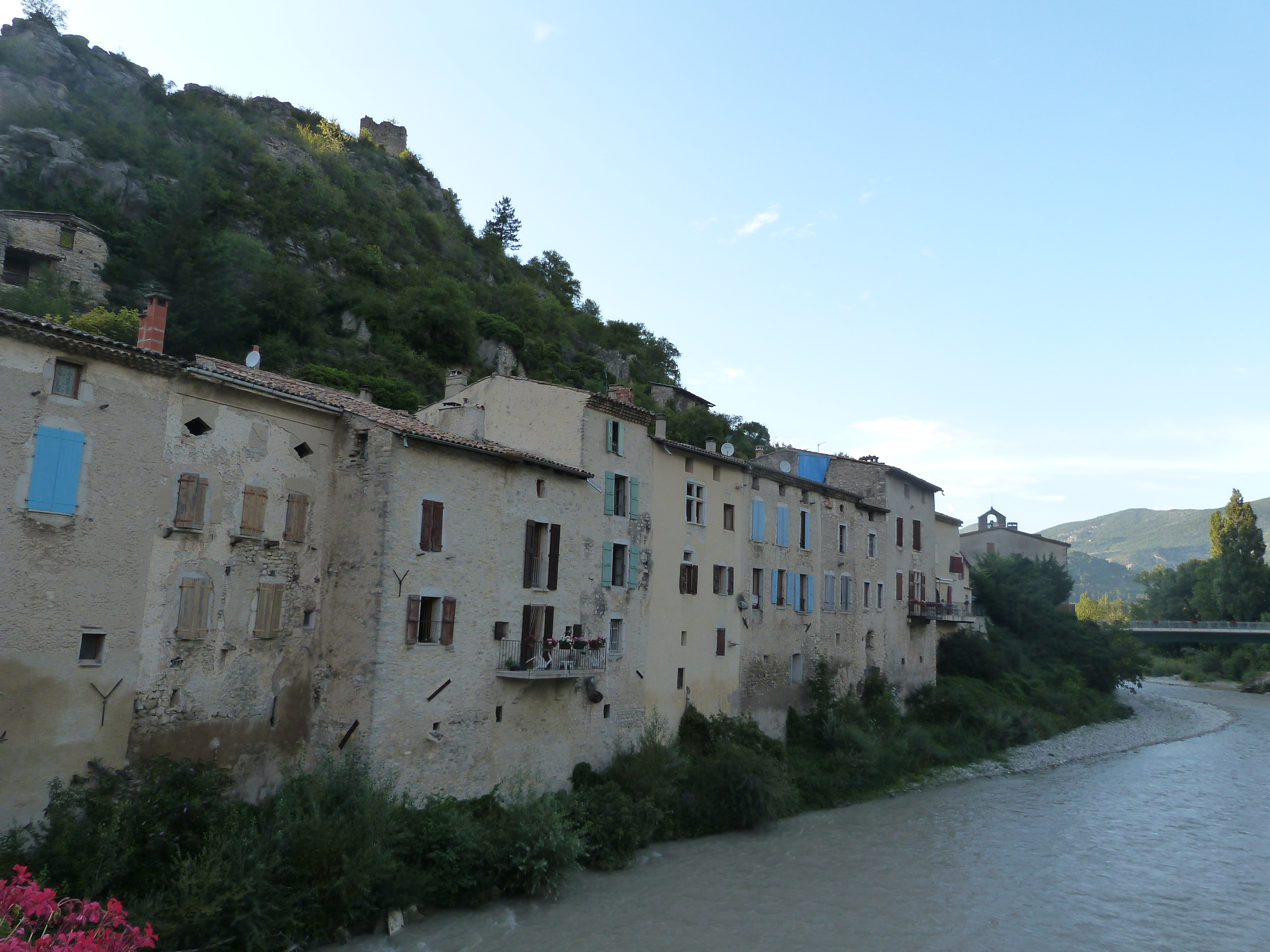
Vue de Pontaix au bord de la rivière Drôme.
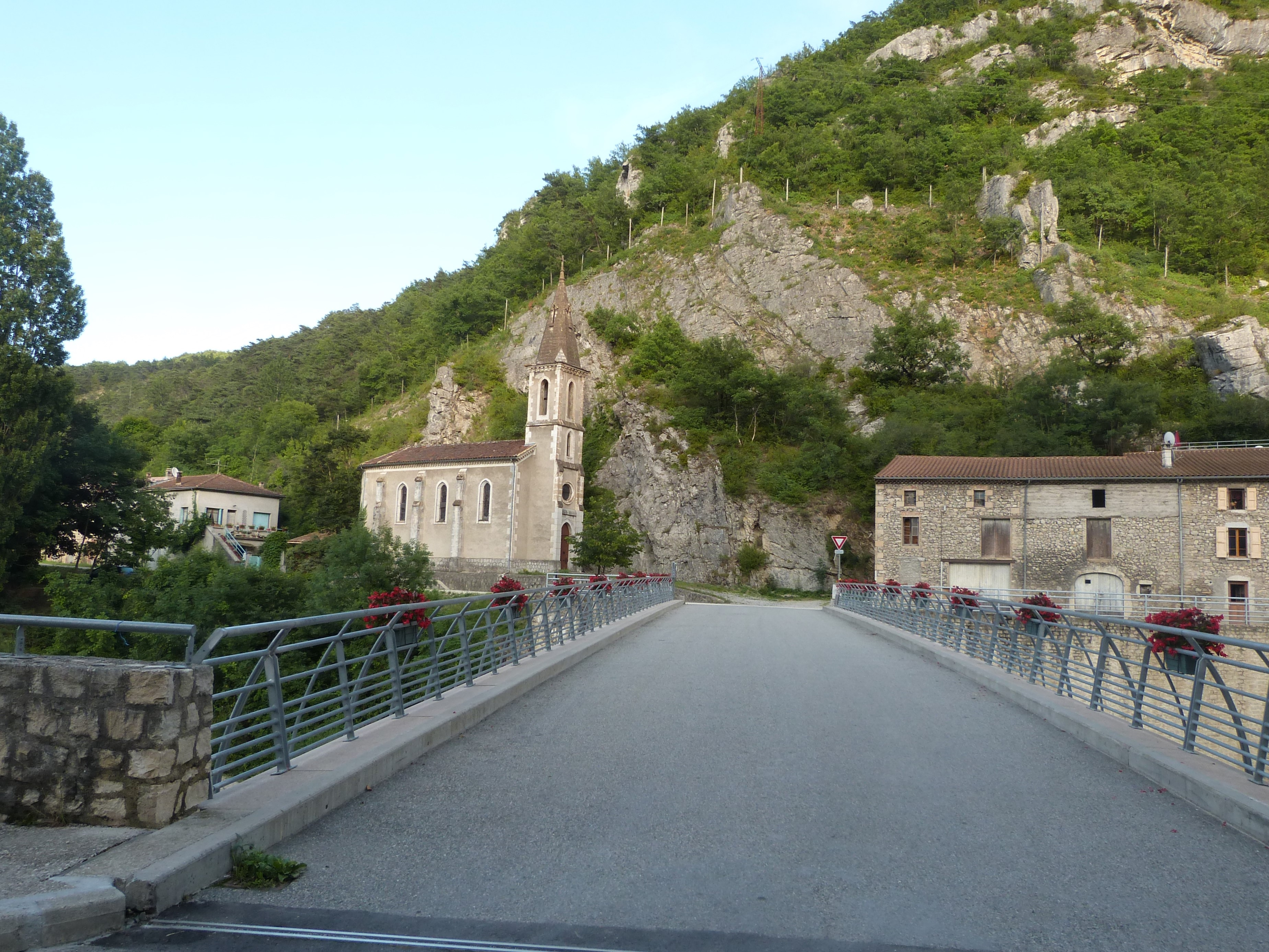
Pontaix.
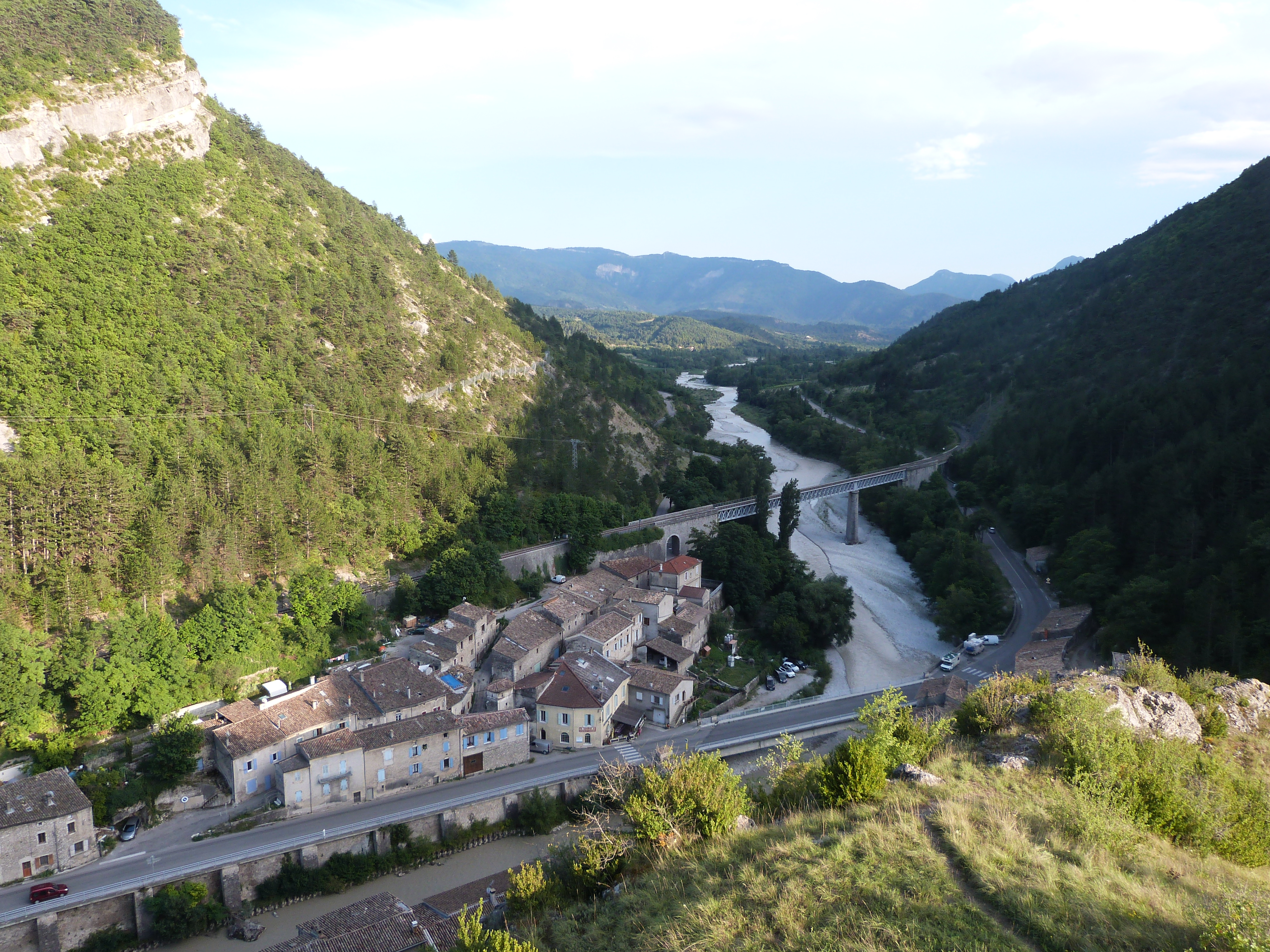
Pontaix.
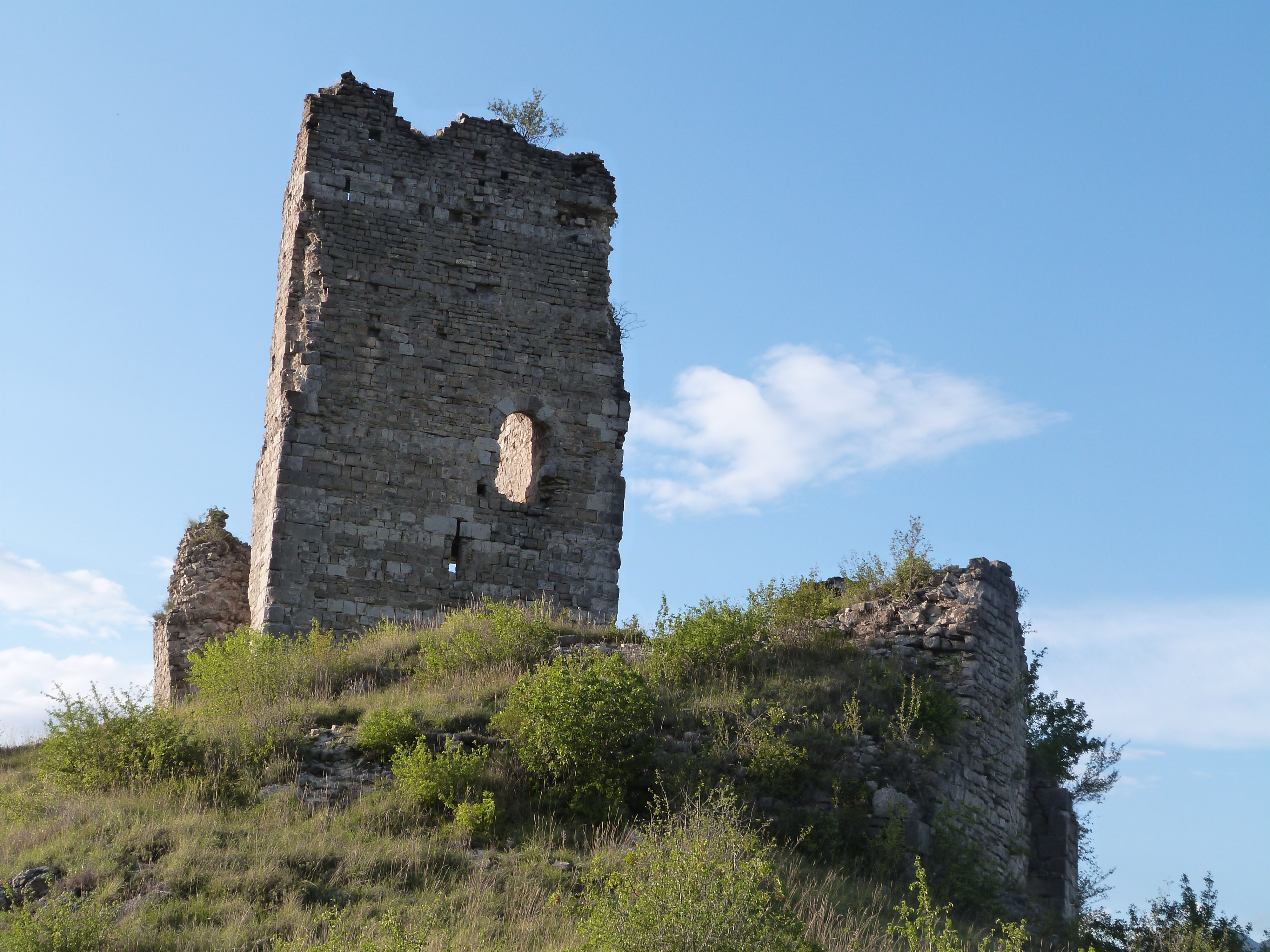
Ruines du château de Pontaix.
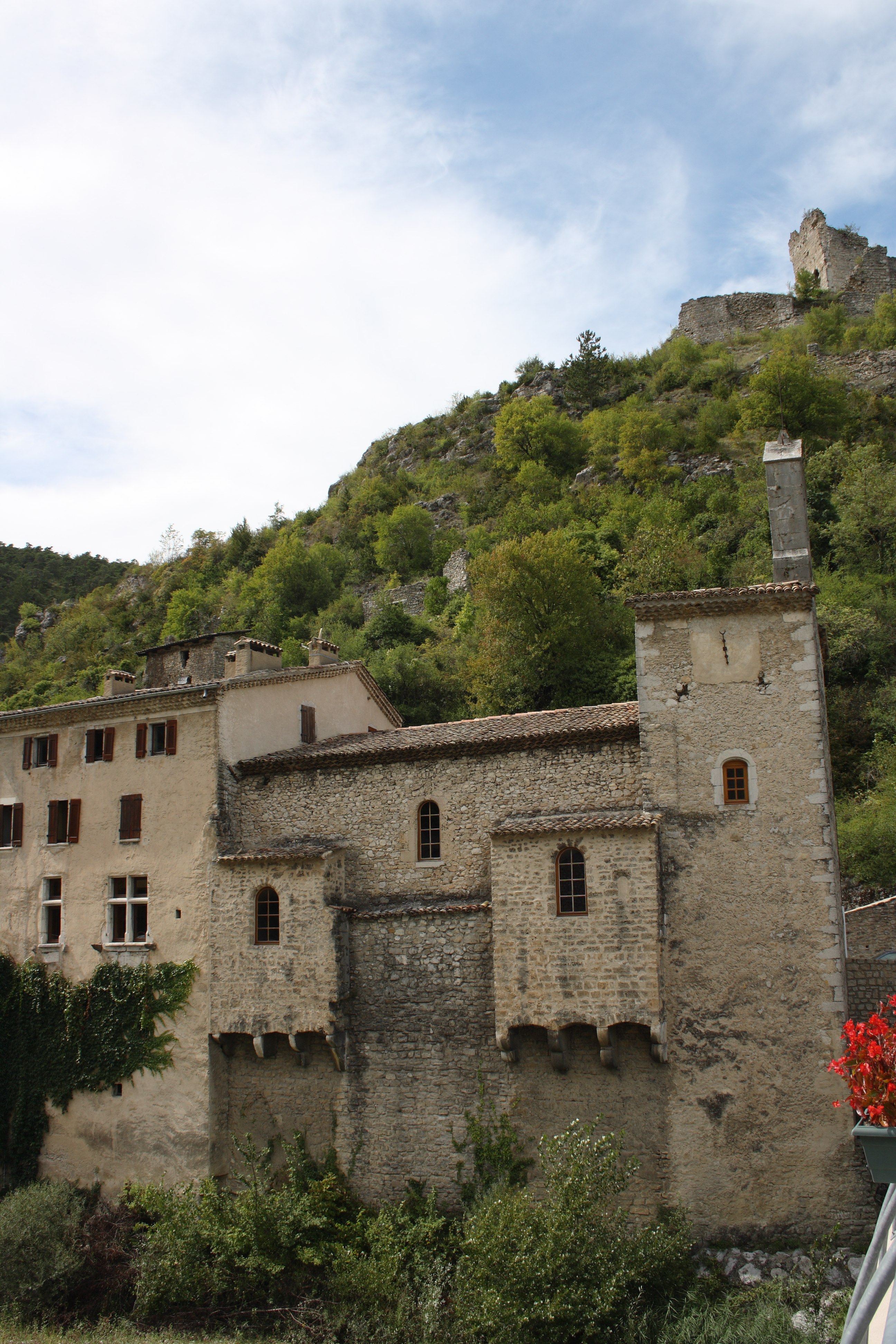
Temple de Pontaix.

### Héraldique, logotype et devise
|  | Pontaix possède des armoiries dont l'origine et le blasonnement exact ne sont pas disponibles. |